# مارك بلانوس
مارك بلانوس (بالفرنسية: Marc Planus)‏ (7 مارس 1982 في بوردو) لاعب كرة قدم فرنسي يلعب حاليا لصالح نادي الدرجة الأولى بوردو الفرنسي في مركز قلب الدفاع . في موسم 2008/2009 استطاع أن يساهم في تحقيق النادي 3 بطولات وهي كأس الأبطال الفرنسي ثم كأس الدوري الفرنسي ثم بطولة دوري الدرجة الأولى . .

## الإنجازات
- دوري الدرجة الأولى : 2008/2009
- كأس الدوري الفرنسي : 2006/2007 - 2008/2009
- كأس الأبطال الفرنسي : 2008/2009

## روابط خارجية
- مارك بلانوس على موقع الاتحاد الدولي (مؤرشف)  (الإنجليزية)
- مارك بلانوس على موقع رابطة كرة القدم الفرنسية للمحترفين (الإنجليزية)
- مارك بلانوس على موقع قاعدة بيانات كرة القدم.إي يو (الإنجليزية)
- مارك بلانوس على موقع بيانات كرة القدم. دي إي (الألمانية)
- مارك بلانوس على موقع ليكيب (الفرنسية)
- مارك بلانوس على موقع ناشيونال فوتبول تيمز (الإنجليزية)
- مارك بلانوس على موقع عالم كرة القدم.نت (الإنجليزية)
- مارك بلانوس على موقع كووورة
- مارك بلانوس على موقع AS.com (الإسبانية)